# Commotion on the Ocean
Commotion on the Ocean (br.: Mar e azia) é um filme curta-metragem estadunidense de 1956, dirigido por Jules White. É o 174 de um total de 190 filmes da série com os Três Patetas produzida pela Columbia Pictures entre 1934 e 1959.

## Enredo
Os Três Patetas são faxineiros que trabalham num escritório de jornalistas e querem uma oportunidade para se tornarem repórteres. O editor (Charles C. Wilson) lhes promete uma chance e logo depois dele deixar a sala o telefone toca e Moe vai atender. A chamada é do repórter Smitty (Emil Sitka),que conta estar na pista do desaparecimento de documentos secretos e que descobriu que foram espiões estrangeiros que os roubaram. Coincidentemente, o espião que está com os microfilmes, Senhor Borscht (Gene Roth), é vizinho dos Patetas. Quando o trio chega para uma visita, Borscht avisa que está de partida e pede a eles para lhe levarem três melancias (dentro das quais escondera os microfilmes). Quando os Patetas se encontram com ele dentro do navio, Borscht os prende e lhes diz que agora todos são clandestinos. Os Patetas ficam com fome e Moe e Larry tentam roubar um peixe do prato de uma passageira, mas acabam pegando um peixe falso. Eles se encontram com Shemp que arrumara alguns salames e os três começam a sentir fortes enjoos depois de os comerem. Shemp abre uma escotilha tentando melhorar com a entrada de ar, mas toda vez que faz isso é molhado por um esguicho da água. Depois, ao tentarem roubar as melancias de Borscht para comerem, os Patetas descobrem os microfilmes e percebem que seu amigo é um espião. Eles tentam deter Borsch e depois de uma luta atrapalhada, conseguem prendê-lo. No final, Shemp abre a escotilha e recebe um jato de lama. Feliz, ele grita aos amigos: "Terra!".

## Fim da Era Shemp
- Shemp já havia morrido durante a época das filmagens de Commotion on the Ocean mas ele continuava a figurar no elenco pois suas cenas antigas estavam a ser reaproveitadas, assim como ocorrera nos três curtas antecedentes (Rumpus in the Harem, Hot Stuff e Scheming Schemers). A Columbia usou o dublê Joe Palma para substituir Shemp em algumas cenas de ligação com o novo material.[1] Nessa época, o chefe da Columbia Harry Cohn e o diretor Jules White pensavam em fazer com que a troca de Shemp por Palma durasse indefinidamente mas Larry e um abalado Moe não concordaram e insistiram para que fosse contratado um novo Pateta pois se aquilo continuasse achavam que os dias dos Patetas como trio estariam acabados.[2]  Quando os dois retornaram para uma nova temporada de curtas, o comediante Joe Besser foi recrutado para ser o novo "Terceiro Pateta".
- Em Commotion on the Ocean, Palma aparece em apenas uma única cena no escritório do jornal. Após Larry dizer "Oh, eu conheço Smitty": (recitando) "Sobre a sombra de um castanheiro, fica o aldeão smitty", Palma entra na sequência de briga escondendo seu rosto como defesa.[1]
- Em todas as outras novas cenas Moe e Larry atuam como uma dupla, eventualmente comentado a ausência de Shemp (tradução aproximada):
  - Moe: "Eu queria saber de Shemp"
  - Larry: "Você sabe que ele foi ao convés procurar por comida".
  - Moe: "Oh, sim. Está certo."[3]